# Servier
Servier este o companie farmaceutică din Franța,
care este prezentă în 141 de țări
Cifra de afaceri în 2008: 3,6 miliarde euro